# Bogdan
Bogdan  è un nome proprio di persona slavo maschile.

## Varianti
Il nome in questa forma è in uso in svariate lingue, fra cui croato, polacco, rumeno, sloveno, bulgaro, macedone, russo, serbo; nelle ultime quattro, dove è in uso il cirillico, è scritto Богдан. In tutte le lingue già citate è in uso il femminile Bogdana (Богдана in cirillico), e il polacco ha anche la variante femminile Bogna.
Altre forme maschili del nome si ritrovano in ceco, slovacco e ucraino, dove si ha Bohdan (Богдан per l'ucraino), nonché in ungherese con Bogdán.

## Origine e diffusione
Deriva dagli elementi slavi Бог (bog, "Dio", presente anche nei nomi Bogusław, Bohumír e Bogumił) e дан (dan, "dato"), e significa "dato da Dio".
Di chiara valenza religiosa, Bogdan ha lo stesso significato dei nomi Teodoro, Božidar, Doroteo, Donato, Matteo, Adeodato, Nathan e Gionata. È affine per significato anche a Božidar, con cui condivide il diminutivo Boško. Il nome ha un diminutivo femminile, Dana, condiviso anche con i nomi Gordana e Yordana e che può avere anche ulteriori origini.

## Onomastico
L'onomastico si può festeggiare il 12 maggio in memoria di san Leopoldo da Castelnuovo, il cui nome di nascita era Bogdan Ivan Mandić.

## Persone
- Bogdan I di Moldavia, voivoda di Moldavia
- Bogdan III cel Orb, voivoda di Moldavia
- Bogdan Bogdanović, architetto e politico serbo
- Bogdan Borusewicz, politico polacco
- Bogdan Dotchev, arbitro di calcio bulgaro
- Bogdan Filov, politico e archeologo bulgaro
- Bogdan Gonsior, schermidore polacco
- Bogdan Jański, religioso polacco
- Bogdan Jerković, regista teatrale croato
- Bogdan Leonte, rugbista a 15 rumeno
- Bogdan Lobonț, calciatore rumeno
- Bogdan Ivan Mandić, vero nome di Leopoldo da Castelnuovo, presbitero e santo croato
- Bogdan Mara, calciatore rumeno
- Bogdan Olteanu, avvocato e politico rumeno
- Bogdan Piščal'nikov, atleta russo
- Bogdan Popescu, cestista rumeno
- Bogdan Pătrașcu, calciatore rumeno
- Bogdan Stancu, calciatore rumeno
- Bogdan Stelea, calciatore rumeno
- Bogdan Straton, calciatore rumeno
- Bogdan Suchodolski, pedagogista e filosofo polacco
- Bogdan Tanjević, allenatore di pallacanestro montenegrino naturalizzato italiano

### Variante Bohdan
- Bohdan Andrzejewski, schermidore polacco
- Bohdan Chmel'nyc'kij, militare ucraino
- Bohdan Likszo, cestista polacco
- Bohdan Masztaler, calciatore polacco
- Bohdan Nikišyn, schermidore ucraino
- Bohdan Paczyński, astronomo polacco
- Bohdan Przywarski, cestista polacco
- Bohdan Šust, calciatore ucraino
- Bohdan Stupka, attore ucraino

### Variante Boško
- Boško Balaban, calciatore croato
- Boško Ǵurovski, allenatore di calcio e calciatore macedone
- Boško Janković, calciatore serbo
- Boško Lozica, pallanuotista jugoslavo
- Boško Simonović, calciatore e allenatore di calcio jugoslavo
- Boško Vuksanović, pallanuotista jugoslavo

### Variante femminile Bogna
- Bogna Jóźwiak, schermitrice polacca